# Тимптон
Тимптон (на якутски: Төмтөөн) е река в Азиатската част на Русия, Източен Сибир, Република Якутия (Саха), десен приток на Алдан. Дължината ѝ е 644 km, която ѝ отрежда 115-о място по дължина сред реките на Русия.
Река Тимптон води началото си от северния склон в западната част на Становия хребет, на 1434 m н.в., в южната част на Република Якутия (Саха). Първите 60-70 km тече в източна посока в дълбока планинска долина, след което завива на север и до устието си генералната ѝ посока е северна. След като завие на север Тимптон на протежение от около 150 km тече в широка и заблатена долина. След устието на десния си проток Улахан-Мьольонкьойон, на протежение от 420 km до устието си Тимптон тече през Алданската планинска земя, като многократно прорязва в дълбоки дефилета хребетите на Алданската планинска земя. Долината ѝ е тясна и дълбока (до 500-600 m) под околния терен, с множество планински меандри, а руслото ѝ е усеяно с бързеи, прагове, скали и големи камъни. Влива отдясно в река Алдан, при нейния 1538 km, на 251 m н.в.
Водосборният басейн на Тимптон има площ от 44,4 хил. km2, което представлява 6,09% от водосборния басейн на река Алдан и се простира в южната част на Република Якутия (Саха). В басейна на реката има 436 реки с дължина над 10 km.
Границите на водосборния басейн на реката са следните:
- на запад – водосборните басейни на реките Якокут, Голям Нимнир, Малък Нимнир и Унгра, десни притоци на Алдан;
- на изток – водосборните басейни на реките Угун и Учур, десни притоци на Алдан;
- на юг – водосборния басейн на река Ольокма, десен приток на Лена.

Река Тимптон получава 86 притока с дължина над 10 km, като 9 от тях са с дължина над 100 km:
- 470 → Иенгра 148 / 1860
- 420 ← Улахан-Мьольонкьойон 100 / 1220
- 377 → Горбилаах 105 / 1450
- 362 → Чулман 109 / 4020
- 303 ← Ачигий-Мьольонкьойон 109 / 1120
- 247 → Хатими 156 / 4440
- 215 ← Нелгюу 115 / 2740
- 176 ← Сеймдже 142 / 3320
- 80 ← Дялтулах 123 / 3740

Подхранването на реката е смесено, като дъждовното с малко превишава снежното. Режимът на оттока се характеризира с високо пролетно пълноводие (до 47% от годишния отток) и епизодични, но много високи летни прииждания в резултат на поройни дъждове (до 48% от годишния отток) и есенно-зимно маловодие. Среден многогодишен отток в долното течение 538 m3/s, което като обем представлява 16,98 km3/год, максимален 13000 m3/s, есенен 94 m3/s, зимен 0,55 m3/s. Ледовете по течението на Тимптон започват да се появяват през първата десетдневка на октомври и средно до 28 октомври реката замръзва. В горното и средното течение замръзва до дъно. Замръзването продължава около 238 дни. Размразява се в първата десетдневка на май.
По течението на река Тимптон има само едно постоянно населено място – посьолок Нагорний, в най-горното ѝ течение.
В басейна на реката се добиват въглища (в района на град Нерюнгри. Планира се изграждането на Южноякутската каскада от ВЕЦ-ове по течението на реката – Канкунска ВЕЦ, Иджекска ВЕЦ и Долнотимптонска ВЕЦ.